# Eugene Jarecki
Eugene Jarecki é um cineasta norte-americano.